# Frederik af Utrecht
Frederik af Utrecht (født omkring 780, død 18. juli 838) var biskop af Utrecht fra omkring 814/816 til sin død. Han blev helgenkåret både i den romersk-katolske kirke og den Ortodokse kirke.
Han blev født omkring år 780 i Friesland og var barnebarn af den hedenske konge Radbod. Ifølge kirkearkiverne blev han myrdet den 18. juli 838.
I en ung alder blev den unge Frederik uddannet af Utrechts præsteskab og især af biskop Rikfried. Efter denne kirkelige skolegang blev han præst. Han fik til opgave at omvende de sidste hedninger i stiftets nordlige del og uden for stiftsgrænsen.
Efter at biskop Rikfried døde omkring 815/816, udvalgtes Frederik som hans efterfølger. I sin embedstid som biskop i hjembyen blev han kendt for sin fromhed og lærdom. Han opretholdt en korrespondance med Mainz senere ærkebiskop Rabanus Maranus. Ved synoden i Mainz blev Frederik også lovprist for sin gode forstand og sin kirkelige lærdom. Frederik anses for at være den, som tog initiativ til den skriftlige helgenkrønike "Vita Sankt Bonifacii".
Det er uklart, hvornår Frederik mistede livet. Han blev myrdet, men hvem som anstiftede ugerningen, og hvorfor det skete, er uklart. Hans helgenlegende siger, at han blev dræbt af to mænd med dolke efter gudstjenesten den 18. juli 838. Ifølge kirkekronikører fra den ældre middelalder som William af Malmesbury lod kejserinde Judith ham myrde, da Frederiks fordømte hendes skørlevned. Senere katolske forfattere som kardinal Cesare Baronius og kirkehistorikeren Jean Mabillon mener dog, at biskop Frederik blev myrdet af hedninge, som var modstandere af hans kristne forkyndelse og missionsarbejde.
Den sidstnævnte opfattelse er den mest sandsynlige, eftersom samtidige oplysninger om kejserinde Judith ikke fortæller noget om hendes udydige livsførelse, eller at biskop Frederik fremsatte anklager mod hende for sådanne utugtige forsyndelser. Endvidere er det kendt, at Walcheren, som hans banemænd kom fra, i højeste grad var fjendtligt indstillet mod Frederik og hans kristne tro.
Kort efter sin død blev Frederik kåret som helgen med særlig erindringsdag den 18. juli, (siden 1702 navnedag i Sverige og siden 2001 forenet med Fritz), og han er nu også skytshelgen for døve. Sin sidste hvile fik han i Sankt Salvatorskirken i hjembyen Utrecht.